# Akaflieg Köln LS11
Die Akaflieg Köln LS11 (auch AFK1) ist ein doppelsitziges Segelflugzeug, das von der Akademischen Fliegergruppe der Universität Köln entwickelt und gebaut wurde. Das Kennzeichen ist D-6611, der Segelflug-Index beträgt 113.

## Geschichte
Das Projekt zur Entwicklung eines Doppelsitzers durch die Akaflieg Köln begann im Jahr 1999 mit dem Ziel, durch größtmögliche Verwendung von Flugzeugkomponenten von Rolladen Schneider Flugzeugbau den Bau- und Zulassungsaufwand zu reduzieren. Die Zusammenarbeit mit diesem Segelflugzeughersteller sah den Bau eines Prototyps durch die Akaflieg vor, danach je ein Flugzeug für Wolf Lemke, der in seiner Freizeit strukturelle Berechnungen der Segelflugzeugkonstruktion ausführte, und Siegfried Piontkowski, einen flugzeugbauerfahrenen „Alten Herren“ der Akaflieg. Danach sollte die LS11 bei Rolladen Schneider in Serie gefertigt werden. Versuche von AMS Flight ab 2005, Produktionsrechte für den Flugzeugtyp zu erhalten, führten nur zu einer Absichtserklärung des slowenischen Herstellers.
Im Jahr 2003 wurde der Rumpf der LS11 neben der LS10 auf der Luftfahrtmesse Aero in Friedrichshafen präsentiert, und dort im April 2005 das fast fertige Flugzeug. Der Erstflug folgte am 5. November 2005 mit S. Piontkowski und W. Lemke auf dem Flugplatz Dahlemer Binz.

## Konstruktion

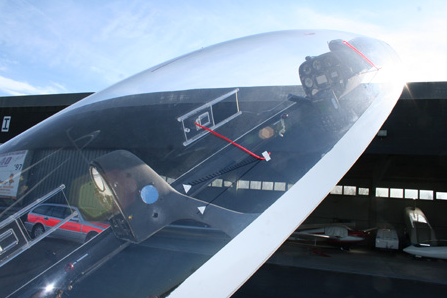
Mit den Instrumententrägern nach hinten oben klappende Haube der LS11/AFK1 mit Seitenfäden zur Kontrolle des Anstellwinkels

Ähnlich zum Flügelkonzept der D-41 der Akaflieg Darmstadt wurde die Tragfläche in den Formen der LS6 gebaut. Die Flügelstruktur aus kohlenstofffaserverstärktem Kunststoff (CFK) entspricht der LS9. Tragfläche wurde im Sommer 2001 in Egelsbach gebaut und in der Werkstatt der Akaflieg Köln in den Innenflügelformen der D-41 auf 18 m Spannweite verlängert. Für vielfältige Einsatzmöglichkeit sollte die Spannweite durch verschiedene Außenflügel mit Winglets auf 19, 20 oder 21 Meter erweiterbar sein bei rechnerisch besten Gleitzahlen von 46 bis 50 bei 100 bis 110 km/h Fluggeschwindigkeit. Gebaut wurden schließlich nur die Ansteckflügel für 20 Meter Flügelspannweite.
Durch Wasserballastsäcke in der Tragfläche mit insgesamt 130 oder 160 Litern Fassungsvermögen kann die Flächenbelastung in einem Bereich bis 55 kg/m² variiert werden. Zum Austarieren des Flugzeugschwerpunkts befinden sich in der Seitenleitwerksflosse zwei Wassertanks.
Querruder- und Wölbklappensteuerung sind überlagert, wobei die Wölbklappe zur Landung bis 40° ausgeschlagen werden kann. Aus der Tragflächenoberseite sind 1,7 m breite doppelstöckige Schempp-Hirth-Bremsklappen ausfahrbar.
Für die Rumpfkonstruktion wurde der Leitwerksträger der LS4 verlängert und mit einer vergrößerten LS8-Höhenleitwerksflosse kombiniert. Für eventuell nötige Anpassungen im Ergebnis der Flugerprobung kann deren Einstellwinkel im Bereich ±2° variiert werden. Das geräumige Cockpit aus CFK und aramidfaserverstärktem Kunststoff (AFK) kann mit 240 kg beladen werden. Eine einteilige, 2,80 Meter lange Haube klappt samt beiden Instrumententrägern an einem CFK-Gelenkarm nach hinten und wird von drei Gasdruckfedern gehalten. Das Fahrwerk besteht aus einem 6″-Hauptrad, das wie das Bugrad gefedert ist und gemeinsam mit diesem über einen Hebel einfahrbar ist, und einem kleinen Heckrad.

## Technische Daten
| Kenngröße                | Daten                |
| ------------------------ | -------------------- |
| Besatzung                | 1+1                  |
| Länge                    | 8,5 m                |
| Spannweite               | 20 m                 |
| Höhe                     | 1,6 m                |
| Rumpfbreite              | 0,78 m               |
| Rumpfhöhe                | 1,0 m                |
| Spannweite Höhenleitwerk | 3,0 m                |
| Flügelfläche             | 13,9 m²              |
| Flügelstreckung          | 29,3                 |
| Gleitzahl                | 48 bei 105 km/h      |
| Geringstes Sinken        | 0,52 m/s bei 80 km/h |
| Leermasse                | 480 kg               |
| max. Startmasse          | 695 kg               |
| Flächenbelastung         | ≈40–50 kg/m²         |
| Höchstgeschwindigkeit    | 280 km/h             |